# Пеппі Довгапанчоха
Пеппі Довгапанчоха (швед. Pippilotta Långstrump) — персонаж низки дитячих книжок шведської письменниці Астрід Ліндгрен, чудернацька дівчинка, що мешкає у маленькому містечку в Швеції в невеличкому будинку з садочком поряд із домівкою Томмі та Аніки.
Шведською мовою ім'я та прізвище дівчинки звучить як Піппі Лонгструмп, а повне ім'я — Піппілотта Віктуалія Рулльгардіна Крусмінта Ефраїмсдоттер Лонгструмп. Їй одинадцять років, і в неї нема батьків. Її мама померла й стала янголом, а тато був моряком, з яким Пеппі плавала морями всього світу. Він не повернувся з плавання, але Пеппі вірить, що він живий і став негритянським королем. Разом з Пеппі на віллі Хованка живуть мавпочка пан Нільссон та кінь. Пеппі має руде волосся, заплетене у кіски, що стирчать обабіч голови, і всіяне ластовинням обличчя. Пеппі дуже сильна, дужча за десять поліцаїв. Пеппі спить з ногами на подушці й взагалі робить, що їй заманеться.

## Книги
Астрід Ліндґрен опублікувала перші три книги про Пеппі з 1945 по 1948 роки. Ще шість книг вийшли друком з 1969 по 1975, а останні дві 1979 та 2000-го.

## Переклади українською
- Астрід Ліндгрен. Пеппі Довгапанчоха. Переклад зі шведської: Ольга Сенюк; малюнки: Ніна Котел та Ігор Вишинський. Київ: Веселка, 1977. 265 стор.
  - «Пеппі Довгапанчоха», стор 5-97
  - «Пеппі сідає на корабель», стор. 98-187
  - «Пеппі Довгапанчоха в Південних морях», стор. 188—266
- Астрід Ліндґрен. «Пеппі Довгапанчоха. Малий і Карлсон, що живе на даху». Переклад зі шведської: Ольга Сенюк; малюнки: Ілун Вікланд. Київ: «Веселка», 1990. 620 стор. (Серія «Лауреати Міжнародної премії ім. Г. К. Андерсена»). ISBN 5-301-00685-1
  - «Пеппі Довгапанчоха» стор.: 15-102.
  - «Пеппі сідає на корабель» стор.: 103—188.
  - «Пеппі Довгапанчоха в Південних морях» стор.: 189—264.
  - «Малий і Карлсон, що живе на даху» стор.: 265—378.
  - «Карлсон прилітає знов» стор.: 379—494.
  - «Нові пригоди Карлсона, що живе на даху» стор.: 495—616.